# 秀逗魔導士MEGUMIX
『SLAYERS MEGUMIX』為林原惠集結與『秀逗魔導士』相關的歌曲所出的精選集。2008年6月25日由King Records發售。（KICA916~8）

## 解説
- 在1990年代制霸全媒體的作品『秀逗魔導士』，趁著2008年播放新的電視動畫之際，由主角莉娜·因巴斯的配音員林原惠所演唱的歌曲包括合唱等全都收錄至3片CD裝精選專輯，在此專輯中有不少歌曲是第一次被收錄進專輯。
- 特別收錄的GOLD（Disc-1）中，新作『秀逗魔導士REVOLUTION』的主題曲「Plenty of grit」及「REVOLUTION」的TV版本，先行收錄[1]至此。
- SILVER（Disc-2）則是收錄了在秀逗魔導士TRY中登場的菲莉雅（CV：桑島法子）的角色歌「この世界のどこかで』的翻唱曲。這首翻唱曲是由林原的廣播節目中由聽眾票選出來決定的。[2]
- 本專輯的封面設計，大體上是由林原本身提案構想。有聽眾在聽到『Plenty of grit』在林原自己的廣播節目發表時所說，問到了「（包含作詞在內）是不是自己製作的呢？」的問題時，本人也以「是我自己製作的」回應。

## 收錄曲
- 主唱：林原めぐみ（特記以外）

### GOLD（Disc-1）
1. Get along 〜SelfTag Version〜 [4:06]
  - 作詞：有森聰美、作曲：佐藤英敏、編曲：大平勉
  - 『秀逗魔導士（無印）』主題曲的林原單獨重唱版。原曲是和奧井雅美合唱的歌，但在收錄時將奧井的部分重新錄製重唱[3]。
2. Give a reason [4:24]
  - 作詞：有森聰美、作曲：佐藤英敏、編曲：大平勉
  - 『秀逗魔導士NEXT』主題曲
3. Breeze [4:22]
  - 作詞：有森聰美、作曲：佐藤英敏、編曲：添田啓二
  - 『秀逗魔導士TRY』主題曲
4. don't be discouraged [4:08]
  - 作詞：MEGUMI、作曲：佐藤英敏、編曲：添田啓二
  - 『秀逗魔導士TRY』片尾曲
5. MIDNIGHT BLUE [5:31]
  - 作詞：有森聰美、作曲：佐藤英敏、編曲：五島翔
  - 電影『秀逗魔導士 完全無欠版』主題曲
6. Just be conscious [4:38]
  - 作詞：MEGUMI、作曲：佐藤英敏、編曲：添田啓二、合音：奥井雅美
  - 電影『秀逗魔導士 RETURN』主題曲
7. Reflection [5:19]
  - 作詞：MEGUMI、作曲：佐藤英敏、編曲：添田啓二
  - 電影『秀逗魔導士 GREAT』主題曲
8. raging waves [4:58]
  - 作詞：MEGUMI、作曲：佐藤英敏、編曲：添田啓二
  - 電影『秀逗魔導士 GORGEOUS』主題曲
9. feel well [4:38]
  - 作詞：MEGUMI、作曲・編曲：たかはしごう
  - 電影『秀逗魔導士 PREMIUM』主題曲
10. Meet again [4:45]
  - 作詞：MEGUMI、作曲・編曲：たかはしごう
  - 電視動畫版『秀逗魔導士』10周年紀念印象歌曲
11. Give a reason 〜Ballade Version〜 [4:33]
  - 作詞：有森聰美、作曲：佐藤英敏、編曲：五島翔、合音：高橋洋子
  - 『秀逗魔導士NEXT』主題曲改編曲。
12. Going History [4:31]
  - 作詞：有森聰美、作曲：佐藤英敏、編曲：小野沢篤
  - 廣播劇『秀逗魔導士EX.』主題曲
13. 限りない欲望の中に [5:06]
  - 作詞：有森聡美、作曲：佐藤英敏、編曲：五島翔
  - OVA『秀逗魔導士 SPECIAL』主題曲
14. Plenty of grit -T.V. Size Version- [1:40] <Bonus Track>
  - 作詞：MEGUMI、作曲：佐藤英敏、編曲：大平勉、合音：奥井雅美
  - 『秀逗魔導士REVOLUTION』主題曲
15. REVOLUTION -T.V. Size Version- [1:52] <Bonus Track>
  - 作詞：MEGUMI、作曲・編曲：たかはしごう
  - 『秀逗魔導士REVOLUTION』片尾曲

### SILVER（Disc-2）
1. Get along [4:06]
  - 歌：林原めぐみ・奥井雅美
  - 作詞：有森聰美、作曲：佐藤英敏、編曲：大平勉
  - 『秀逗魔導士（無印）』主題曲
2. KUJIKENAIKARA! [4:31]
  - 歌：林原めぐみ・奥井雅美
  - 作詞：有森聰美、作曲：奥井雅美、編曲：矢吹俊郎
  - 『秀逗魔導士（無印）』片尾曲
3. 眠れない夜は… [4:56]
  - 歌：林原めぐみ・奥井雅美
  - 作詞：有森聰美、作曲：佐藤英敏、編曲：大平勉
  - 『秀逗魔導士（無印）』印象歌曲
  - 原聲帶『スレイヤーズえとせとら(1) Excellent! リナ＝インバース今日も行く』收錄曲
4. SLAYERS 4 the future [4:12]
  - 歌：林原めぐみ・松本保典・緑川光・鈴木真仁
  - 作詞："S"MOVEMENT、作曲：佐藤英敏、編曲：添田啓二
  - 精選集『the BEST of SLAYERS [from TV＆RADIO]』新製歌曲
5. 乙女の祈り [2:20]
  - 歌：林原めぐみ・鈴木真仁
  - 作詞：渡部高志、作曲：奥井雅美、編曲：矢吹俊郎
  - 『秀逗魔導士NEXT』插入曲（第14集「禁断のダンス？最強呪文はどこだ！」）
  - 原聲帶『スレイヤーズNEXT SOUND BIBLE2』收錄曲
6. Shining Girl [4:11]
  - 作詞：有森聰美、作曲：佐藤英敏、編曲：五島翔
  - 電影『秀逗魔導士 完全無欠版』印象歌曲
7. RUN ALL THE WAY! [5:06]
  - 作詞：有森聰美、作曲・編曲：大森俊之
  - 電影『秀逗魔導士RETURN』印象歌曲
  - OVA『秀逗魔導士SPECIAL』插入曲（第3集）（1997年）
8. GLORIA〜君に届けたい〜 [4:20]
  - 作詞：有森聰美、作曲：松永和彦、編曲：岩本正樹
  - 電影『秀逗魔導士GREAT』印象歌曲
9. ルンバ・ルンバ [4:08]
  - 作詞・作曲：泉川そら、編曲：十川知司
  - 電影『秀逗魔導士PRIMIUM』印象歌曲
10. I&Myself [4:29] 
  - 作詞：有森聰美、作曲：HARRY LARKLAND、編曲：五島翔
  - PS及SS遊戲『秀逗魔導士ROYAL2』主題曲
11. 灼熱の恋 [3:57]
  - 作詞：有森聰美、作曲：佐藤英敏、編曲：小野沢篤
  - 廣播劇『秀逗魔導士EX.』片尾曲
12. Touch Yourself [5:06]
  - 作詞：MEGUMI、作曲：佐藤英敏、編曲：添田啓二
  - SS遊戲『秀逗魔導士ROYAL』主題曲（1997年）
  - OVA『秀逗魔導士SPECIAL』插入曲（第3集）（1997年）
13. EXIT→RUNNING [4:22]
  - 作詞：有森聰美、作曲：佐藤英敏、編曲：五島翔
  - 『秀逗魔導士TRY』印象歌曲
  - 角色歌曲精選集『SLAYERS TRY TREASURY★VOX』收錄曲
14. この世界のどこかで -MEGUMIX Version- [3:58] <Bonus Track>
  - 作詞・作曲・編曲：田辺智沙
  - 『秀逗魔導士TRY』最終回片尾曲「somewhere」（主唱：桑島法子）的日語歌詞版翻唱版本。
  - 歌詞為『SLAYERS TRY TREASURY ☆BGM 2』中收錄的「somewhere」日語歌詞版本「この世界のどこかで」（主唱：桑島法子）。

### BRONZE（Disc-3）
- GOLD（Disc-1）收錄曲的Off Vocal版本收錄（特別收錄除外）。

1. Get along 〜SelfTag Version〜 （off vocal ver.） [4:07]
2. Give a reason （off vocal ver.） [4:24]
3. Breeze （off vocal ver.） [4:22]
4. don't be discouraged （off vocal ver.） [4:09]
5. MIDNIGHT BLUE （off vocal ver.） [5:31]
6. Just be conscious （off vocal ver.） [4:38]
7. Reflection （off vocal ver.） [5:19]
8. raging waves （off vocal ver.） [4:56]
9. feel well （off vocal ver.） [4:38]
10. Meet again （off vocal ver.） [4:44]
11. Give a reason 〜Ballade Version〜 （off vocal ver.） [4:33]
12. Going History （off vocal ver.） [4:31]
13. 限りない欲望の中に （off vocal ver.） [5:07]

## 製作人員
- Produced by 林原めぐみ
- Illustration：あらいずみるい
- Art Direction & Design：おおうちおさむ（nano/nano grsphics）
- Photographer：鎌田拳太郎（GACHA）
- stylist：西田麻美
- Booklet Text Writing：中島泰司、瀧田伸也（ユークラフト）
- Booklet Design：（Revel）
- Artwork coordinate：中村栄司（KING RECORDS）
- All Disc Re-Mastering Engineer：辻裕行（KING SEKIGUCHIDAI st）
- Exective Producer：大月俊倫（KING RECORDS）
- A&R Producer：宿利剛
- Special Thanks：神坂一 ／ 畑野純、島田智巳（富士見書房・DRAGON雜誌）、嘉藤沢佳、城明沙実 and ALL FANS!

## 備註
1. ↑  兩首歌的完整版，收錄在單曲『Plenty of grit』（2008年7月23日發售）。
2. ↑  原本是英語版的「somewhere」的呼聲較高，但林原以英語版完全是為了菲莉雅所做的歌，覺得自己沒辦法唱出來為由改翻唱日語版
3. ↑  在專輯收錄前奧井已經離開了STAR CHILD。